# Медаль «60 лет освобождения Республики Беларусь от немецко-фашистских захватчиков»
Юбиле́йная меда́ль «60 лет освобожде́ния Респу́блики Белару́сь от неме́цко-фаши́стских захва́тчиков» (бел. Юбілейны медаль «60 год вызвалення Рэспублікі Беларусь ад нямецка-фашысцкіх захопнікаў») — государственная награда Белоруссии, учреждённая Указом Президента Республики Беларусь № 260 от 28 мая 2004 года.

## Правила награждения
Согласно Положению юбилейной медалью «60 лет освобождения Республики Беларусь от немецко-фашистских захватчиков» награждаются:
- ветераны Великой Отечественной войны;
- иностранные граждане и лица без гражданства — участники Великой Отечественной войны, участники партизанского и подпольного движения в Белоруссии в период Великой Отечественной войны, постоянно проживающие за пределами Республики Беларусь, непосредственно принимавшие участие в боевых действиях за освобождение Белоруссии от немецко-фашистских захватчиков;
- военнослужащие Вооружённых Сил Республики Беларусь, других войск и воинских формирований, государственные служащие и иные лица, внесшие значительный вклад в героико-патриотическое воспитание граждан Республики Беларусь, увековечение памяти павших, организацию юбилейных мероприятий, посвященных 60-летию освобождения Республики Беларусь от немецко-фашистских захватчиков.

## Правила ношения
Для граждан Белоруссии: юбилейная медаль носится на левой стороне груди и при наличии других медалей располагается после медали Жукова. Для граждан других государств медаль носится по правилам ношения медалей иностранных государств, например, для граждан России после советских и российских медалей.

## Описание медали
Медаль изготовляется из латуни золотистого цвета и имеет форму круга диаметром 33 мм. На лицевой стороне медали изображена скульптурная композиция мемориального комплекса «Курган Славы», обрамлённая полувенком из лавровых и дубовых листьев. В верхней части юбилейной медали расположены числа «1944» и «2004», в нижней — изображение ордена Отечественной войны. На оборотной стороне юбилейной медали располагается надпись бел. «60 год вызвалення Рэспублікі Беларусь ад нямецка-фашысцкіх захопнікаў», над надписью — пятиконечная звезда, изображенная на складках ленты, с числами «1944» и «2004». Все изображения и надписи на медали выпуклые. По окружности она окаймлена бортиком.
Юбилейная медаль крепится к одежде при помощи пятиугольной колодки, обтянутой составной муаровой лентой, имеющей расцветку лент медалей «За победу над Германией в Великой Отечественной войне 1941—1945 гг.» и «Партизану Отечественной войны» I степени.